# Kazushito Manabe
Kazushito Manabe (jap. 真鍋和人 Manabe Kazushito; ur. 12 października 1958 w Niihamie) – japoński sztangista. Brązowy medalista olimpijski z Los Angeles (1984).
Zawody w 1984 były jego pierwszymi igrzyskami olimpijskimi. Zajął, pod nieobecność sportowców z części krajów Bloku Wschodniego, trzecie miejsce w wadze do 52 kilogramów. Manabe wywalczył jednocześnie medal mistrzostw świata. Był również brązowym medalistą mistrzostw świata w 1981. Na igrzyskach azjatyckich zdobył złoto w 1982 i srebro w 1986. W 1988 zajął na igrzyskach ósme miejsce.